# ヘンドリック・ハルデス
ヘンドリック・ハルデス（Hendrik Hardes 1815年1月10日 - 1871年4月10日）は、幕末に来日したオランダ海軍の軍人で、日本最初の近代工場である長崎製鉄所の建設を監督した。

## 経歴
1815年1月10日、オランダ・アムステルダムに生まれ、19歳でオランダ海軍に入った。長崎海軍伝習所総監の永井尚志は、オランダに大型船造修所の建設要員の派遣要請と機械類・資材の発注を行ったが、ハルデスはその要員に参加を申し出た。幕府は、オランダに蒸気軍艦2隻を発注していたが、その1隻目であるヤーパン号（咸臨丸）が完成すると、ハルデスはそれに乗船し、1857年9月22日（安政4年8月5日）に長崎に到着した。ハルデスは、海軍伝習所の対岸にあたる浦上村淵字飽の浦の9040坪の土地を建設用地とし、10月10日（旧暦8月23日）に建設が始められ、1861年5月4日（文久元年3月25日）に長崎製鉄所が完成した。完成4日後の5月8日（旧暦3月29日）に、帰国の途についた。
ハルデスは、製鉄所の建物に使うために、瓦職人を指導して、日本で初めての建物用煉瓦を作製している（建物用以外では、反射炉用の耐火煉瓦が国産化されていた）。焼成温度が高くできなかったため、この煉瓦の厚さは4 cm程度と、現在の普通煉瓦に比べて薄く、コンニャクに似ていたため「コンニャク煉瓦」、またはハルデスの名前をとって「ハルデス煉瓦」と呼ばれた。明治初期の洋風建物がこのハルデス煉瓦で建てられている他、ながさき出島道路オランダ坂トンネル出口直下の壁が、復刻されたハルデス煉瓦で作製されている。